# Plyussky (huyện)
Huyện Plyussky (tiếng Nga: ? райо́н) là một huyện hành chính tự quản (raion), của Tỉnh Pskov, Nga. Huyện có diện tích 2378 kilômét vuông, dân số thời điểm ngày 1 tháng 1 năm 2000 là 12600 người. Trung tâm của huyện đóng ở Plyussa.